# Christoph Bach
Christoph Bach (Wechmar, 1613. április 19. – Arnstadt, 1661. szeptember 12.), Johannes Bach fia, Johann Bach és Heinrich Bach I testvére, Johann Sebastian Bach nagyapja.
Zenei képzettségének megszerzése után – melyet valószínűleg apjától, és/vagy Hoffmann városi zenésztől szerzett Suhler városában – 1633-tól városi muzsikus volt Wechmarban.
1640-ben feleségül vette a Prettin városi muzsikus lányát.
1642 és 1652 között városi zenész volt Erfurtban.
1654-ben Arnstadtba ment, ahol később meghalt.
Csak néhány műve maradt fenn.